# ثنائي فنيل مثيل بيبيرازين
ثنائي فنيل مثيل بيبيرازين (بالإنجليزية: Diphenylmethylpiperazine أو 1-(Diphenylmethyl)piperazine)‏ كما يسمى أيضا بنزهيدريل بيبيرازين (بالإنجليزية: benzhydrylpiperazine)‏ هو مركب كيميائي مشتق من البيبيرازين.
يتكون المركب من حلقة بيبيرازين مع بنزهيدريل (أو ثنائي فنيل مثيل) ترتبط بإحدى ذرتي النيتروجين.

## أمثلة على مركبات ثنائي فنيل مثيل بيبيرازين

### الأدوية
- منبهات تنفسية:
  - ألميتيرين
- مضادات الهستامين:
  - بوكليزين
  - سيتريزين
  - كلورسيكليزين
  - سيناريزين
  - كلوسينيزين
  - سيكليزين
  - هيدروكسيزين
  - ميكليزين
  - أوكساتومايد
- مضادات الصداع النصفي:
  - دوتاريزين

### مركبات كيميائية تحت البحث
ومن أمثلتها مسكنات من أشباه الأفيونيات:
- BW373U86
- DPI-221
- DPI-287
- DPI-3290
- SNC-80

## أخرى
من المركبات الأخرى التي تحتوي على ثنائي فنيل مثيل بيبيرازين مع سلسلة جانبية أو تحوير:
- أمبيروزيد
- BRL-15,572
- كلوربنزوكسامين
- DBL-583
- GBR-12935
- ليدوفلازين
- فانوكسيرين